# 1972-es Eurovíziós Dalfesztivál
Az 1972-es Eurovíziós Dalfesztivál volt a tizenhetedik Eurovíziós Dalfesztivál, melynek a skóciai Edinburgh adott otthont. A helyszín az edinburghi Usher Hall volt.
Az 1971-es Eurovíziós Dalfesztivál Monaco győzelmével zárult, ám egyedül nem tudták megrendezni a versenyt. Először a francia TV-t kérték fel a segítségre, akik szívesen megrendezték volna a versenyt, de csak úgy, ha Franciaországban tartják, és nem az eredetileg tervezett Monte-Carlói Operaházban. A monacói tévétársaság ezt nem fogadta el, és végül pénzügyi okokra hivatkozva lemondott a rendezésről, és ezután a BBC-t kérték fel. Így ismét az Egyesült Királyság rendezte meg a versenyt, bár most először nem londoni helyszínt választottak, hanem a skóciai Edinburgh fogadta a versenyzőket.

## A résztvevők
A verseny mezőnye nem változott az egy évvel korábbihoz képest, így ismét tizennyolc dal vett részt.
A Luxemburgot képviselő görög énekesnő, Vicky Leandros az 1967-es Eurovíziós Dalfesztiválon is részt vett (akkor a 4. helyen végzett), ebben az évben azonban győzni tudott.
A svéd Family Four újból csatlakozott a mezőnyhöz, azután, hogy egy évvel korábban ők voltak a verseny történetének első résztvevői, akik hivatalosan együttesként vettek részt.  Ugyancsak másodszor vett részt a portugál Carlos Mendes (1968 után), és a jugoszláv Tereza Kesovija is, viszont ő 1966-ban Monacót képviselte.

## A verseny
Először, és eddig utoljára fordult elő, hogy Írország képviselője nem angolul, hanem ír nyelven énekelt.
Az előző évi győztes, Séverine is elutazott a skót fővárosba, hogy a hagyományoknak megfelelően átadhassa a díjat az új győztesnek.

## A szavazás
A szavazás lebonyolítása az 1971-es Eurovíziós Dalfesztiválon bevezetett módon történt. Minden ország a helyszínre küldött két zsűritagot. Az egyik zsűritagnak 25 évnél fiatalabbnak, a másiknak 25 évnél idősebbnek kellett lennie. A műsorvezető háromszor kettes csoportokban szólította a zsűritagokat, akik 1 és 5 között pontozták az összes dalt. (Kivéve természetesen a sajátjukat.) Tehát a két zsűritag együtt minimum 2 és maximum 10 pontot adott a többi ország dalára. Így mindegyik dal összesen minimum 34 és maximum 170 pontot kaphatott. 
A szavazás az előző évhez hasonlóan hat darab, háromszor kettes csoportban történt: a fellépési sorrendnek megfelelően három-három ország zsűritagjai mutatták be a műsorvezető segítségével, hogy hány pontot adtak az egyes daloknak. Az első csoportot a német, a francia és az ír zsűritagok alkották, akik a luxemburgi dalt helyezték az élre. Luxemburg ezt követően végig meg tudta őrizni előnyét. A győztes dal a brit és a jugoszláv zsűritől gyűjtötte be a maximális tíz pontot, míg a spanyol zsűritől a minimális két pontot kapta. A spanyol zsűri sorozatban másodszor adta a minimális pontot a győztes dalnak.  
Luxemburg harmadszor diadalmaskodott. A dal szerzője, Yves Desca írta az előző évi győztes dalt is, így ő lett a második ember, aki kétszer nyerte meg a versenyt, az első ember, aki két különböző ország képviseletében győzött, és az első személy, aki két egymást követő évben diadalmaskodott.
Németország sorozatban harmadszor végzett a harmadik helyen, míg az Egyesült Királyságnak ez már a nyolcadik második helyezése volt.

## Eredmények
| #  | Ország             | Nyelv       | Előadó                             | Dal                           | Magyar fordítás                  | Helyezés | Pontszám |
| -- | ------------------ | ----------- | ---------------------------------- | ----------------------------- | -------------------------------- | -------- | -------- |
| 01 | Németország        | német       | Mary Roos                          | Nur die Liebe läßt uns leben  | Csak a szerelem éltet minket     | 3.       | 107      |
| 02 | Franciaország      | francia     | Betty Mars                         | Comé-comédie                  | Komé-komédia                     | 11.      | 81       |
| 03 | Írország           | ír          | Sandie Jones                       | Ceol an ghrá                  | A szerelem zenéje                | 15.      | 72       |
| 04 | Spanyolország      | spanyol     | Jaime Morey                        | Amanece                       | Hajnalodik                       | 10.      | 83       |
| 05 | Egyesült Királyság | angol       | The New Seekers                    | Beg, Steal or Borrow          | Koldulok, lopok vagy kölcsönzök  | 2.       | 114      |
| 06 | Norvégia           | norvég      | Grethe Kausland és Benny Borg      | Småting                       | Apróságok                        | 14.      | 73       |
| 07 | Portugália         | portugál    | Carlos Mendes                      | A festa da vida               | Az élet ünnepe                   | 7.       | 90       |
| 08 | Svájc              | francia     | Véronique Müller                   | C’est la chanson de mon amour | Ez a szerelmem dala              | 8.       | 88       |
| 09 | Málta              | máltai[a]   | Helen és Joseph                    | L-imħabba                     | Szerelem                         | 18.      | 48       |
| 10 | Finnország         | finn        | Päivi Paunu és Kim Floor           | Muistathan                    | Emlékszel                        | 12.      | 78       |
| 11 | Ausztria           | német       | Milestones                         | Falter im Wind                | Pillangó a szélben               | 5.       | 100      |
| 12 | Olaszország        | olasz       | Nicola di Bari                     | I giorni dell’arcobaleno      | A szivárvány napjai              | 6.       | 92       |
| 13 | Jugoszlávia        | szerbhorvát | Tereza Kesovija                    | Muzika i ti                   | A zene és Te                     | 9.       | 87       |
| 14 | Svédország         | svéd        | Family Four                        | Härliga sommardag             | Gyönyörű nyári nap               | 13.      | 75       |
| 15 | Monaco             | francia     | Anne-Marie Godart és Peter MacLane | Comme on s’aime               | Ahogy szeretjük egymást          | 16.      | 65       |
| 16 | Belgium            | francia     | Serge és Christine Ghisoland       | À la folie ou pas du tout     | Bolondulásig vagy egyáltalán nem | 17.      | 55       |
| 17 | Luxemburg          | francia     | Vicky Leandros                     | Après toi                     | Utánad                           | 1.       | 128      |
| 18 | Hollandia          | holland     | Sandra és Andres                   | Als het om de liefde gaat     | Amikor a szerelemről van szó     | 4.       | 106      |

1.↑ a: A dal tartalmazott egy-egy kifejezést olasz, spanyol, német, illetve angol nyelven is.

## Térkép

Részt vevő országok
Országok, melyek korábban részt vettek, de ebben az évben nem

## Ponttáblázat
|                    | Zsűrik      | Zsűrik        | Zsűrik   | Zsűrik        | Zsűrik             | Zsűrik   | Zsűrik     | Zsűrik | Zsűrik | Zsűrik     | Zsűrik   | Zsűrik      | Zsűrik      | Zsűrik     | Zsűrik | Zsűrik  | Zsűrik    | Zsűrik    | Zsűrik |
| Össz               | Németország | Franciaország | Írország | Spanyolország | Egyesült Királyság | Norvégia | Portugália | Svájc  | Málta  | Finnország | Ausztria | Olaszország | Jugoszlávia | Svédország | Monaco | Belgium | Luxemburg | Hollandia |        |
| ------------------ | ----------- | ------------- | -------- | ------------- | ------------------ | -------- | ---------- | ------ | ------ | ---------- | -------- | ----------- | ----------- | ---------- | ------ | ------- | --------- | --------- | ------ |
| Németország        | 107         |               | 8        | 6             | 9                  | 5        | 6          | 6      | 5      | 4          | 5        | 5           | 7           | 5          | 8      | 8       | 7         | 7         | 6      |
| Franciaország      | 81          | 5             |          | 5             | 2                  | 9        | 7          | 2      | 3      | 5          | 4        | 2           | 3           | 5          | 2      | 6       | 7         | 8         | 6      |
| Írország           | 72          | 4             | 3        |               | 4                  | 4        | 6          | 4      | 3      | 6          | 3        | 4           | 3           | 3          | 5      | 5       | 4         | 6         | 5      |
| Spanyolország      | 83          | 7             | 5        | 5             |                    | 3        | 8          | 6      | 3      | 4          | 4        | 5           | 3           | 2          | 7      | 8       | 3         | 5         | 5      |
| Egyesült Királyság | 114         | 8             | 9        | 6             | 2                  |          | 10         | 4      | 8      | 2          | 7        | 7           | 7           | 9          | 6      | 9       | 4         | 8         | 8      |
| Norvégia           | 73          | 4             | 3        | 6             | 5                  | 4        |            | 5      | 2      | 5          | 7        | 3           | 2           | 5          | 4      | 4       | 4         | 6         | 4      |
| Portugália         | 90          | 3             | 4        | 7             | 7                  | 4        | 2          |        | 6      | 5          | 2        | 4           | 9           | 4          | 7      | 4       | 7         | 10        | 5      |
| Svájc              | 88          | 4             | 5        | 6             | 5                  | 4        | 7          | 2      |        | 4          | 7        | 8           | 5           | 5          | 4      | 6       | 4         | 7         | 5      |
| Málta              | 48          | 3             | 2        | 4             | 2                  | 6        | 2          | 2      | 2      |            | 5        | 2           | 2           | 2          | 3      | 3       | 2         | 2         | 4      |
| Finnország         | 78          | 4             | 3        | 3             | 6                  | 5        | 6          | 4      | 3      | 3          |          | 3           | 3           | 4          | 4      | 5       | 8         | 6         | 8      |
| Ausztria           | 100         | 6             | 6        | 6             | 6                  | 3        | 5          | 5      | 7      | 5          | 4        |             | 6           | 8          | 10     | 5       | 4         | 5         | 9      |
| Olaszország        | 92          | 4             | 5        | 3             | 2                  | 3        | 6          | 7      | 9      | 6          | 6        | 6           |             | 4          | 8      | 6       | 6         | 6         | 5      |
| Jugoszlávia        | 87          | 7             | 4        | 5             | 8                  | 5        | 4          | 5      | 2      | 4          | 3        | 3           | 2           |            | 4      | 9       | 8         | 8         | 6      |
| Svédország         | 75          | 5             | 3        | 5             | 3                  | 3        | 5          | 4      | 2      | 4          | 5        | 4           | 3           | 7          |        | 5       | 7         | 5         | 5      |
| Monaco             | 65          | 4             | 3        | 4             | 3                  | 5        | 6          | 2      | 2      | 5          | 5        | 3           | 3           | 4          | 3      |         | 4         | 4         | 5      |
| Belgium            | 55          | 2             | 3        | 4             | 2                  | 5        | 2          | 3      | 3      | 5          | 4        | 2           | 3           | 2          | 2      | 4       |           | 6         | 3      |
| Luxemburg          | 128         | 9             | 8        | 9             | 2                  | 10       | 8          | 7      | 6      | 4          | 6        | 8           | 9           | 10         | 8      | 7       | 8         |           | 9      |
| Hollandia          | 106         | 6             | 6        | 8             | 8                  | 9        | 8          | 5      | 6      | 3          | 9        | 6           | 3           | 9          | 6      | 5       | 2         | 7         |        |

## Visszatérő előadók
| Előadó          | Ország      | Előző év(ek)            |
| --------------- | ----------- | ----------------------- |
| Carlos Mendes   | Portugália  | 1968                    |
| Tereza Kesovija | Jugoszlávia | 1966 (Monaco színeiben) |
| Family Four     | Svédország  | 1971                    |
| Vicky Leandros  | Luxemburg   | 1967                    |